# Samuel Wennberg
Samuel Wennberg, född 26 augusti 1757, död 5 augusti 1805, var en svensk  ämbetsman. Han var son till Eric Samuel Wennberg och bror till Johan Anders Wennberg.
Wennberg var notarie vid Järnkontoret från 1778, extra fiskal vid Svea hovrätt 1780, extra kanslist i Riksbanken 1784, advokatfiskal 1790 och bankokommissarie 1803. Han var amatörcellist och medlem av Utile Dulci samt ämnessven i vetenskapsakademien från 1777. Wennberg blev invald som ledamot nummer 113 i Kungliga Musikaliska Akademien den 18 april 1788. 